# 敦平親王
敦平亲王（999年—1049年），为日本平安时代中期三条天皇第三皇子，母皇后藤原娍子。

## 人物生平
长和二年（1013年），随着父三条天皇继位，本称敦平王的他获得亲王宣下，为敦平亲王，授三品。后来历任兵部卿、中务卿。长元三年(1030年)，迁式部卿。以参议藤原兼隆的的女儿为王妃。

当时，后一条天皇的中宫藤原威子将生产，出居兼隆府邸。万寿四年（1027年），中宫回宫。天皇想酬劳兼隆，便让敦平亲王超越了二哥敦仪亲王，叙二品。并将诸王的氏长者的位置（是定）永远交给他。

长元四年（1031年）正月，朝廷叙位，敦平因为前大宰大贰藤原惟宪的邀请，推举良国授四位。良国本是大宰大监大藏种材的儿子，曾经以私怨杀害了大隅守菅野重忠，为逃命改变姓名称自己为王氏。事情败露后，外记到敦平家质问。三月，天皇敕捕良国。敦平因此被停式部省的职务。同年九月，才得重新听理事务。

永承四年（1049年），敦平因病剃发。三月，薨，享年五十一岁。

## 家庭
- 父：三条天皇
- 母：藤原娍子 - 皇后，藤原济时女
- 妃：参议藤原兼隆之女
- 妃：但马守源则理之女
  - 女：敬子女王 - 伊势斋宫[5]。

- 养子：敦辅王 - 兄敦明亲王之子敦贞亲王之子，实为侄孙。从四位上神祇伯。